# راؤول كابرال
راؤول كابرال (بالبرتغالية: Raul Cabral‏) هو مدرب كرة قدم برازيلي، ولد في 6 أكتوبر 1981 في توباراو في البرازيل.